# Kiyoshi Atsumi
Kiyoshi Atsumi —en japonés: 渥美 清, romanizado: Atsumi Kiyoshi—, nacido como Yasuo Tadokoro —en japonés: 田所康雄, romanizado: Tadokoro Yasuo— (Tokio, 10 de marzo de 1928- ib., 4 de agosto de 1996), fue un actor y comediante cinematográfico japonés.

## Biografía
Creció en una zona pobre de Tokio, donde se dedicó a toda clase de ocupaciones en el teatro antes de representar su primer papel como Tora-san en un filme televisivo de 1968. Continuó interpretando al mismo personaje hasta 1996, en los 48 episodios de la película Otoko wa Tsurai yo [Es difícil ser un hombre], la serie de mayor duración en la que un mismo actor haya sido el protagonista. 
El personaje de ficción Tora-san, un maduro vendedor ambulante, es un pícaro cautivador que comercializa dijes a los transeúntes y corteja sin éxito a hermosas mujeres. Kiyoshi Atsumi le inyectó en su actuación, un ingenioso juego de palabras y una sinceridad amistosa.